# Yamatotettix flavovittatus
Yamatotettix flavovittatus är en insektsart som beskrevs av Matsumura 1914. Yamatotettix flavovittatus ingår i släktet Yamatotettix och familjen dvärgstritar. Inga underarter finns listade i Catalogue of Life.